# Edward Gibbon
Edward Gibbon (Putney kod Londona, 27. travnja 1737. – London, 16. siječnja 1794.) je engleski povjesničar i pisac.
Edward Gibbon je bio naklonjen umjetničkom doživjeti povijest. Bio je sjajan stilist i puno je utjecao na razvitak bizantologije. Njegovo znamenito djelo je The History of the Decline and Fall of the Roman Empire (na hrvatski jezik preveo je Marijan Boršić, a hrvatski naslov je Slabljenje i propast Rimskoga carstva), objavljeno u 6 svezaka u razdoblju od 1776. do 1788. godine. U njemu sugerira da je kršćanstvo bilo osnovni uzrok propasti Rimskog Carstva, zbog čega su ga poslije kritizirali. 
Često je putovao. Nadahnuće za svoje djelo dobio je nakon što je posjetio Rim 1764. godine. Njegova knjiga još uvijek predstavlja remek-djelo povijesne znanosti.